# Los 40 (Chile)
Los 40 (estilizado como LOS40) es una estación radial chilena ubicada en el 101.7 MHz del dial FM en Santiago de Chile. Cuenta con una red de 14 emisoras a lo largo de Chile. Además transmite para todo el país por el canal 652 de la cableoperadora VTR y vía internet en el resto del país y en todo el mundo. La radio tiene una temática dedicada a la música actual en español e inglés.

## Historia
La radio nace el 1 de enero de 2000 como parte de la etapa de internacionalización de la marca en países hispanoamericanos a partir de la original española del mismo nombre en la 95.3 MHz en Santiago, en las regiones de Iquique en la 89.7 MHz, Calama en la 103.5 MHz, Antofagasta en la 90.7 MHz, Copiapó en la 99.7 MHz, La Serena y Coquimbo en la 91.1 MHz, Viña del Mar y Valparaíso en la 107.1 MHz, Concepción y Talcahuano en la 88.5 MHz es reemplazado la Amistad Stereo pasa en la 102.3 MHz, Cauquenes en la 95.1 MHz, Osorno en la 90.3 MHz y Puerto Montt en la 106.3 MHz. En esta primera etapa la radio fue operada por el Consorcio Radial de Chile.
La emisora, dirigida al público adolescente y familiar, combina éxitos musicales juveniles del momento junto a espacios de entretención a lo largo de toda su programación.
Anteriormente se sintonizaba en el 92.5 MHz antes de su fusión con FM Hit, y anterior a esta inició sus transmisiones originalmente en el 95.3 MHz reemplazando a Caracol Radio Chile antes de que se cambiara de frecuencia al 97.1 MHz, y en todo el país reemplazando a Radio Classica, enfocada a la música jazz, en el año 2000.
Tiene una extensa red de repetidoras a lo largo del país y está presente en otros países como España, país original de la emisora y en varios países de Hispanoamérica.
Los 40, es uno de los principales patrocinadores del evento Festigame, realizado en la ciudad de Santiago.
La etapa de CRC finalizaría el 7 de febrero de 2008 y producto de ello, fueron despedidos todos sus locutores de dicha etapa, producto de la fusión de CRC e Iberoamerican.
El 8 de febrero del mismo año, 40 Principales finaliza sus transmisiones y se fusiona con la radioemisora juvenil primera en sintonía en Chile FM Hit (producto de la compra de la ex CRC de Ibero Americana Radio Chile por parte de Grupo Prisa España), dando origen al proyecto provisorio Hit 40 que operó la señal que pertenecía a FM Hit y la señal de Los 40 Principales (en Santiago) fue reemplazado por Radioactiva.
El 9 de marzo de 2009 regresa Los 40 Principales como etapa final de la fusión radial, de esta manera desaparece Hit 40 y finalmente muere FM Hit.
Actualmente, la directora de la radio es Martina Orrego. La radio pertenece al holding Ibero Americana Radio Chile, y sus estudios se ubican en Avda. Eliodoro Yáñez 1783, Providencia, Santiago. La radio en la actualidad emite música de géneros como bachata, reguetón y electrónica, combinado con música independiente.

## Programas actualmente al aire
- La Ducha (José Andrés Vivas y Xaviera Sierra)
- Rayos y Centellas (Fernando Salinas)
- Página 40 (Martina Orrego)
- Donde está mi gente (Victor Velásquez)
- 40 al día (Xaviera sierra)
- Pongámonos serios (Jocelyn Acuña y Tomás Leiva)
- Beat 40 (Fernando Salinas)
- Disco Inferno (Marco Hinojosa)
- Del 40 Al 1 (Victor Velásquez)
- World Dance Music (DJ Nano)
- Los 40 Global Show (Tony Aguilar)

## Frecuencias que continuaron de FM Hit
Al realizar su fusión FM Hit y 40 principales, la radio creada Hit 40 siguió ocupando estas frecuencias, que correspondían a FM Hit.
- Arica 98.5 MHz
- Antofagasta 97.1 MHz (hoy Digital FM)[nota 1]
- La Serena - Coquimbo 105.7 MHz
- San Antonio 100.9 MHz (hoy FM Dos).
- Santiago 101.7 MHz
- Concepción - Talcahuano 92.5 MHz
- Temuco - Nueva Imperial 92.9 MHz
- Valdivia 99.3 MHz
- Osorno 97.1 MHz (hoy FM Dos).
- Coyhaique 96.5 MHz (hoy Corazón FM).
- Punta Arenas 94.7 MHz

Dejando disponibles las siguientes frecuencias en estas ciudades, las cuales fueron ocupadas de la siguiente manera. 
- Iquique 99.1 MHz (antiguamente fue arrendada por la emisora de Antofagasta "FM Plus" hasta principios de 2011 y finalmente fue vendida a Digital FM, en ambos casos no tiene relación con Ibero Americana Radio Chile).
- Gran Valparaíso 94.1 MHz (hoy ADN Radio parte de Ibero Americana Radio Chile).
- Talca 104.5 MHz (hoy Corazón FM parte de Ibero Americana Radio Chile).
- Villarrica - Pucón 100.5 MHz (hoy Radio Beethoven, no tiene relación con Ibero Americana Radio Chile).
- Puerto Montt 106.3 MHz (hoy Radio Sur FM en Puerto Varas y Lago Llanquihue, no tiene relación con Ibero Americana Radio Chile)[nota 2]

## Frecuencias que continuaron de los 40 Principales (CRC)
Las siguientes frecuencias continuaron con Hit 40 a partir de las siguientes frecuencias de Los 40 principales.
- Iquique 89.7 MHz
- Calama 103.5 MHz (hoy Corazón FM)
- Copiapó 97.7 MHz (hoy Inicia Radio, no tiene relación con Ibero Americana Radio Chile).
- Gran Valparaíso 107.1 MHz[nota 3]
- Rancagua 100.7 MHz
- Talca 102.9 MHz (hoy Radio Armonía, no tiene relación con Ibero Americana Radio Chile).
- Cauquenes 95.1 MHz
- Villarrica - Pucón 99.3 MHz (hoy Positiva FM, no tiene relación con Ibero Americana Radio Chile)
- Puerto Montt 102.5 MHz

Dejando disponibles las siguientes frecuencias en estas ciudades, las cuales fueron ocupadas de la siguiente manera. 
- Arica 88.1 MHz (hoy Radio Concierto, parte de Ibero Americana Radio Chile).
- Antofagasta 90.7 MHz (hoy Radio Concierto, parte de Ibero Americana Radio Chile).
- La Serena/Coquimbo 91.1 MHz (antes Radio Uno; hoy Radio Corporación, no tiene relación con Ibero Americana Radio Chile).
- San Antonio 89.1 MHz (antes FM Dos que se traslada de la 102.5; hoy Inicia Radio, no tiene relación con Ibero Americana Radio Chile).
- Santiago 92.5 MHz (hoy Radio Activa, parte de Ibero Americana Radio Chile).
- Concepción/Talcahuano 88.5 MHz (hoy Radio Doña Inés, no tiene relación con Ibero Americana Radio Chile).
- Temuco 105.3 MHz (hoy Radio Cadena Sur, no tiene relación con Ibero Americana Radio Chile).
- Valdivia 107.5 MHz (anteriormente Radio Imagina en el 106.1 y hoy Radio Beethoven, no tiene relación con Ibero Americana Radio Chile). [nota 2]
- Osorno 90.3 MHz (hoy Radio La Mega, no tiene relación con Ibero Americana Radio Chile).
- Coyhaique 106.9 MHz (hoy FM Dos en el 94.5).[nota 2]

## Otras frecuencias que se sumaron a la cobertura de Los 40
- Antofagasta 105.1 MHz (Desde el 2 de enero de 2011)[nota 1]
- Ovalle 104.3 MHz (ex Radio Imagina, hoy FM Dos).[nota 4]
- San Felipe - Los Andes 99.1 MHz (ex Radio ADN que se cambió al 96.9 ocupada antes por Radio Imagina; hoy Radio Armonía, no tiene relación con Ibero Americana Radio Chile).
- Isla de Pascua 104.3 MHz (ex Radio ADN que se cambió al 88.3 ocupada antes por Radio Activa).
- Parral 88.5 MHz (ex Radio Activa, hoy Radio Temporera, no tiene relación con Ibero Americana Radio Chile).
- Chillán 89.1 MHz (ex Radio Activa, hoy Radio Corporación, no tiene relación con Ibero Americana Radio Chile).
- Los Ángeles 94.5 MHz (ex Radio Activa, hoy Radio Armonía, no tiene relación con Ibero Americana Radio Chile).
- Villarrica - Pucón 89.1 MHz (2008) (ex Rock & Pop, hoy FM Dos).[nota 5]

## Hechos destacables y transmisiones especiales
- Los programas La ducha teléfono, Rayos y centellas y Disco inferno, son los únicos programas que han perdurado a través de todas las reformas de la emisora. La ducha teléfono pasó a llamarse La Ducha 40 luego de la salida de Fernando Godoy y Vicente Fuenzalida de la radio en abril de 2010. En abril de 2018, se reduce el nombre de este programa a La Ducha. El programa es presentado actualmente con la conducción de José Andrés Vivas y Xava Sierra.
- Dominación Resident Hit; durante 55 horas el programa de radio Resident Hit de la extinta radio FM Hit, se tomó el dial para realizar una transmisión histórica de 55 horas que comenzó a las 18:00 h del día 29 de octubre y que culminó a las 00:05 h del 1 de noviembre de 2004. Aquello fue una agotadora e increíble maratón radial de fanáticos de anime.
- Los 40 cuenta con 14 antenas repetidoras en el país incluyendo Rapa Nui en la frecuencia 104.3 MHz.
- Al igual que Rock & Pop, Radio Activa y FM Dos, la radio no entrega boletines informativos del servicio informativo de ADN Radio Chile, parte del consorcio Ibero Americana Radio Chile.
- Los 40, al igual que todas sus radios hermanas por parte de Iberoamericana Radio Chile, formaron una cadena para informar al país sobre el terremoto de 8,8 grados ocurrido en el centro-sur del país el 27 de febrero de 2010. La programación normal retornó 3 días después del acontecimiento con especiales y servicios de búsquedas y entre otros programas basados sobre el terremoto. Luego de que todas las emisoras de la empresa sufrieran la caída de las repetidoras producto del blackout de la electricidad, y luego de terminada la cadena hermana de IARC, en la mayor parte de las regiones afectadas por el sismo ninguna de las frecuencias repetidoras de las radios del consorcio habían vuelto a transmitir, por lo que ninguna de las informaciones que entregó la cadena nacional pudo llegar a oídos de los habitantes de esos lugares, a excepción de la capital, Santiago. Pasados unos días las repetidoras locales volvieron a transmitir paulatinamente a medida que los efectos inmediatos del terremoto se atenuaban y se recuperaba la electricidad en los lugares más afectados.
- En diciembre de 2010, se transmitió simultáneamente con Rock & Pop y Radio UNO, el mayor concierto a nivel latinoamericano, 'El Abrazo'. Los 40 se desligó de la transmisión conjunta luego de las 19:00, después de Chancho en Piedra.
- A finales de enero de 2011 se transmitió todo el concierto de Crush Power Music.
- Los 40, al igual que todas sus radios hermanas por parte de Iberoamericana Radio Chile, formaron una cadena para informar al país sobre el terremoto de 9,1 grados ocurrido en Japón el 11 de marzo de 2011, debido a la alarma de tsunami decretada para el borde costero del país. La cadena duró hasta pasada la medianoche.
- Entre los años 2008 y 2014 obtuvo su mayor cobertura, al tener 26 frecuencias. Sin embargo, en los últimos años, la emisora ha sufrido una significativa disminución en su red de repetidoras a lo largo del país.
- A mediados de 2014, Los 40 abandona la frecuencia 99.1 MHz de Los Andes y San Felipe, siendo vendida y reemplazada por Radio Armonía.
- En enero de 2015 Los 40 abandona la frecuencia 102.9 MHz de Talca, siendo vendida y reemplazada por Radio Armonía.
- Los 40, al igual que todas sus radios hermanas por parte de Iberoamericana Radio Chile, formaron una cadena para informar al país sobre el terremoto de 8,4 grados ocurrido en La Serena el 16 de septiembre de 2015, debido a la alarma de tsunami para Arica a Puerto Aysén. La cadena duró desde las 8 y media de la noche.
- Los 40 realizó un programa especial de radio llamado «Ultravioleta» con motivo de la celebración del centenario de Violeta Parra, el 4 de octubre de 2017, mismo día en que se cumplían los 100 años del natalicio de la artista chilena. En este programa participaron varios cantantes y grupos chilenos además del cantante colombiano Juanes versionando canciones de la artista chilena, acompañado de música chilena durante toda dicha transmisión que comenzó a las 9 y terminó a las 18 horas.[3]
- El 7 de febrero de 2020 Los 40 abandona las frecuencias 89.1 MHz de Chillán y 103.5 MHz de Calama, la primera siendo vendida y reemplazada por Radio Corporación (no tiene relación con IARC) y la segunda siendo reemplazada por su hermana Corazón FM respectivamente.
- El 15 de mayo de 2020 Los 40 abandona la frecuencia 94.5 MHz de Los Ángeles siendo vendida y reemplazada por Radio Armonía.
- El 3 de agosto de 2020 Los 40 abandona las frecuencias 97.7 MHz de Copiapó y 96.5 MHz de Coyhaique, la primera siendo vendida y reemplazada por Inicia Radio (no tiene relación con IARC) y la segunda siendo reemplazada por su hermana Corazón FM respectivamente.
- El 24 de octubre de 2021, Los 40 abandona la frecuencia 88.5 MHz de  Parral, siendo vendida y reemplazada por Radio Temporera (no tiene relación con IARC).
- El 4 de noviembre de 2021, Los 40 abandona la frecuencia 97.1 MHz de Osorno, siendo reemplazada por FM Dos que se encontraba en la frecuencia 90.7 MHz y ésta es vendida y reemplazada por Radio Beethoven (no tiene relación con IARC).
- El 7 de mayo de 2024, Los 40 abandona la frecuencia 89.1 MHz de Villarrica y Pucón, siendo reemplazada por FM Dos que se encontraba en la frecuencia 106.5 MHz y ésta es vendida y reemplazada por Radio Corporación (no tiene relación con IARC).

## Antiguas frecuencias
- 88.1 MHz (Arica); hoy Radio Concierto.
- 99.1 MHz (Iquique); hoy Digital FM, sin relación con IARC.
- 103.5 MHz (Calama); hoy Corazón FM.
- 90.7 MHz (Antofagasta); hoy Radio Concierto y 97.1 MHz; hoy Digital FM, sin relación con IARC.
- 97.7 MHz (Copiapó); hoy Inicia Radio, sin relación con IARC.
- 91.1 MHz (La Serena/Coquimbo); antes Radio Uno, hoy Radio Corporación, sin relación con IARC.
- 104.3 MHz (Ovalle); hoy FM Dos.
- 99.1 MHz (San Felipe/Los Andes); hoy Radio Armonía, sin relación con IARC.
- 94.1 MHz (Gran Valparaíso); hoy ADN Radio Chile.
- 89.1 MHz (San Antonio); hoy Inicia Radio, sin relación con IARC y 100.9 MHz; hoy FM Dos.
- 95.3 MHz (Santiago); hoy Radio Disney, sin relación con IARC y 92.5 MHz; hoy Radioactiva.
- 102.9 MHz (Talca); hoy Radio Armonía, sin relación con IARC y 104.5 MHz; hoy Corazón FM.
- 88.5 MHz (Parral); hoy Radio Temporera, sin relación con IARC.
- 89.1 MHz (Chillán); hoy Radio Corporación, sin relación con IARC.
- 88.5 MHz (Concepción/Talcahuano); hoy Radio Doña Inés, sin relación con IARC.
- 94.5 MHz (Los Ángeles); hoy Radio Armonía, sin relación con IARC.
- 105.3 MHz (Temuco); Hoy Radio Cadena Sur, sin relación con IARC.
- 89.1 MHz (Villarrica/Pucón); hoy FM Dos, 99.3 MHz; hoy Positiva FM y 100.5 MHz; hoy Radio Beethoven, en ambos casos sin relación con IARC.
- 107.5 MHz (Valdivia); disponible sólo para radios comunitarias.
- 90.3 MHz (Osorno); hoy Radio La Mega, sin relación con IARC y 97.1 MHz; Hoy FM Dos.
- 106.3 MHz (Puerto Montt); hoy Radio Sur FM en Puerto Varas y Lago Llanquihue, sin relación con IARC.
- 106.9 MHz (Coyhaique); disponible sólo para radios comunitarias y 96.5 MHz; hoy Corazón FM.